# شهرک آل محمد
شهرک آل محمد، روستایی از توابع بخش جویم شهرستان لارستان در استان فارس ایران است.

## جمعیت
این روستا در دهستان هرم قرار دارد و براساس سرشماری مرکز آمار ایران در سال ۱۳۸۵، جمعیت آن ۳۵۵ نفر (۷۰خانوار) بوده‌است.